# Lombez
Lombez är en kommun i departementet Gers i regionen Occitanien i sydvästra Frankrike. Kommunen ligger i kantonen Lombez som tillhör arrondissementet Auch. År 2022 hade Lombez 2 188 invånare.

## Befolkningsutveckling
Antalet invånare i kommunen Lombez
Referens:INSEE